# 河南都指挥使司
河南都指挥使司，明朝十六个都指挥使司之一。
洪武元年（1368年）五月置中书分省，治开封府。洪武二年（1369年）四月改分省为河南等处行中书省。洪武三年（1370年）十二月置河南都卫。洪武八年（1375年）十月改河南都卫为河南都指挥使司。洪武九年（1376年）六月改河南行中书省为河南等处承宣布政使司。河南都指挥使司属于中军都督府。

## 下辖卫所
归德卫（后属中府）、陈州卫、弘农卫、汝宁卫后改千户所，属中府、潼关卫（后属中府）、河南卫、睢阳卫、宣武卫、信阳卫、彰德卫、武平卫（后属中府）、南阳卫、宁国卫（后为涿鹿卫，后属后府）、怀庆卫、宁山卫（后属后府）、颍州卫、安吉卫（后为通州卫亲军）、颍上千户所
河南左护卫、河南中护卫、河南右护卫，三护卫后并彭城卫
后来改制：
- 河南卫、弘农卫、陈州卫、睢阳卫、宣武卫、信阳卫、彰德卫、南阳卫、怀庆卫、颍川卫、南阳中护卫
- 洛阳中护卫，后并汝州卫。
- 添设：汝州卫、颍上千户所、禹州千户所（旧名钧州，后改）、嵩县千户所、卫辉前千户所、林县千户所、邓州前千户所、唐县右千户所、周府仪卫司、唐府仪卫司、伊府仪卫司、赵府仪卫司、郑府仪卫司、崇府仪卫司、徽府仪卫司、赵府群牧所、郑府群牧所、崇府群牧所、徽府群牧所